# Championnat d'Europe féminin de basket-ball 2013
Navigation
Euro 2011 (Pologne) Euro 2015 (Hongrie/Roumanie)
La 34e édition du Championnat d'Europe de basket-ball féminin (officiellement FIBA EuroBasket Women 2013) a lieu en France du 15 au 30 juin 2013. La France a été désignée pays organisateur le 5 décembre 2010 par l'instance dirigeante du basket européen : la FIBA Europe. 
C'est la quatrième fois que la France accueille cette compétition après 1962, 1976 et 2001.
La Russie remet son titre en jeu après avoir battu la Turquie lors de la finale de la dernière édition qui s'est déroulée en Pologne. L'équipe de France y avait décroché la médaille de bronze aux dépens de la République tchèque.

## Impact économique et médiatique
Le président de la Fédération française de basket-ball (FFBB), Jean-Pierre Siutat, regrette qu'aucun sponsor (malgré un ticket d’entrée à 200 000 €) n'ait voulu soutenir l'organisation de l'Euro 2013, qui revient à 6 millions d’euros, en raison de la crise économique et d'un désintérêt pour le sport féminin. À cause de faibles recettes pour la fédération organisatrice (aucune part des droits de retransmission et un seul partenaire privé), la FFBB consacre un euro par an et par licencié à cet évènement.
Disputé dans des salles moyennes mais neuves, l’Euro 2013 se joue à guichets fermés dans des villes de province. L'équipe nationale ne trouve un sponsor maillot que juste avant l'ouverture de la compétition. Pour la Ministre des sports Valérie Fourneyron, « Le développement du sport féminin est vraiment une de [ses] priorités, à la fois le nombre de licenciées et la valorisation des parcours exceptionnels comme celui de notre équipe de France de basket. Il y a la nécessité qu'il y ait une meilleure reconnaissance, une meilleure médiatisation de ces parcours, plus de dirigeantes, plus de personnes du sexe féminin qui entraînent. ».
En France, 30 rencontres sont diffusées sur Sport+. Le jour de l'ouverture de la compétition, Céline Dumerc fait la une du quotidien sportif L'Équipe. Après le bon parcours de l'équipe de France, France télévisions diffuse sa demi-finale sur France 4 puis la finale sur France 3. Edwige Lawson-Wade témoigne d'un vrai soutien populaire : « Je n’ai jamais vu ça. Ce qu’on vit là, on ne l’a jamais vécu en France autour du basket féminin. Il y a un engouement extraordinaire. On reçoit des messages tous les jours, on passe notre temps à signer des autographes et à prendre des photos. Même à l’hôtel, les femmes de ménage nous encouragent. On sent que toute la France est derrière nous. »

## Préparation de l'événement

### Dates clés
À la suite de la décision de l'attribution de l'Euro 2013 à la France par le bureau exécutif de la FIBA Europe le 5 décembre 2010,, la FFBB officialise le 2 juin 2011 les trois premiers sites de compétition : Trélazé, le Vendéspace et Orchies.
Le 3 juillet 2011, Jean-Pierre Siutat, président de la FFBB présente en compagnie du président de la FIBA Europe, Olafur Rafnsson, le logo officiel de la compétition.
Les deux derniers sites sont ensuite désignés, le 24 novembre 2011 avec Vannes puis le 13 février 2012 pour Lille.
Le 8 mars 2012, la Fédération française de basket-ball annonce l'ouverture de la billetterie à la « famille basket » (licenciés et groupes). Lors de cette annonce, elle présente l’affiche par Isabelle Fijalkowski, ambassadrice de la compétition et joueuse de l'équipe de France championne d'Europe en 2001.

### Villes hôtes
L'EuroBasket Women 2013 se déroule sur 5 sites. Les sites de Vannes et de Trélazé accueillent le 1er tour et ceux du Vendéspace et de Lille le 2e. Les phases finales se jouent à Orchies.
| A - B                                             | C - D                                                   | E                                                                      |
| ------------------------------------------------- | ------------------------------------------------------- | ---------------------------------------------------------------------- |
| Vannes Complexe sportif du Kercado 1 700          | Trélazé (Angers Loire Métropole) Arena Loire 5 000      | Mouilleron-le-Captif (La Roche-sur-Yon-Agglomération) Vendéspace 4 000 |
| F                                                 |                                                         | Finales                                                                |
| Lille Palais des sports Saint-Sauveur 1 900       | \| Vannes Trélazé Mouilleron-le-Captif Lille Orchies \| | Orchies Pubeco Pévèle Arena 5 000                                      |
| Vannes Trélazé Mouilleron-le-Captif Lille Orchies |                                                         |                                                                        |

### Calendrier
Le 1er tour se déroule du 15 au 17 juin 2013 sur les sites de Vannes (56) et Trélazé (49).
Le 2e tour a lieu les 19, 21 et 23 juin 2013 à Lille (59) et les 20, 22 et 24 juin 2013 à Mouilleron-le-Captif (85).
Les phases finales se déroulent à Orchies (59) du 26 au 30 juin 2013.

## Acteurs du tournoi

### Pays qualifiés
Seize équipes nationales participent au championnat d'Europe 2013. Douze étaient déjà présentes en 2011, trois reviennent après avoir manqué l'édition 2011 (Ukraine, Serbie et Italie), alors que la Suède participe pour la première fois depuis l'édition 1987.
| Pays               | Qualification                               | Date de qualification | Meilleure place en championnat |
| ------------------ | ------------------------------------------- | --------------------- | ------------------------------ |
| France             | Pays hôte                                   | 5 décembre 2010       | Champion (2001, 2009)          |
| Grande-Bretagne    | Pays hôte des Jeux olympiques d'été de 2012 | 6 juillet 2005        | 11e place (2011)               |
| Russie             | Vainqueur de l'EuroBasket Women 2011        | 29 juin 2011          | Champion (2003, 2007, 2011)    |
| Turquie            | Finaliste de l'EuroBasket Women 2011        | 29 juin 2011          | Finaliste (2011)               |
| République tchèque | 4e place de l'EuroBasket Women 2011         | 29 juin 2011          | Champion (2005)                |
| Croatie            | 5e place de l'EuroBasket Women 2011         | 2 juillet 2011        | 5e place (2011)                |
| Lituanie           | 2e du Groupe C de qualification             | 7 juillet 2012        | Champion (1997)                |
| Suède              | Vainqueur du Groupe D de qualification      | 7 juillet 2012        | 7e place (1987)                |
| Espagne            | 2e du Groupe D de qualification             | 7 juillet 2012        | Champion (1993, 2013)          |
| Biélorussie        | Vainqueur du Groupe A de qualification      | 11 juillet 2012       | 3e place (2007)                |
| Monténégro         | Vainqueur du Groupe B de qualification      | 11 juillet 2012       | 6e place (2011)                |
| Slovaquie          | Vainqueur du Groupe C de qualification      | 11 juillet 2012       | Finaliste (1997)               |
| Italie             | Vainqueur du Groupe E de qualification      | 11 juillet 2012       | Champion (1938)                |
| Lettonie           | 2e du Groupe E de qualification             | 11 juillet 2012       | 4e place (2007)                |
| Ukraine            | 2e du Groupe A de qualification             | 14 juillet 2012       | Champion (1995)                |
| Serbie             | 2e du Groupe B de qualification             | 14 juillet 2012       | 5e place (2001)                |

### Joueuses
Le tournoi féminin est un tournoi international sans aucune restriction d'âge. Chaque nation doit présenter une équipe de 12 joueuses toutes titulaires. Les douze joueuses peuvent être présentes sur chaque feuille de match.

### Arbitres
Le 26 février 2013, la FIBA a dévoilé la liste des arbitres qui officieront pour les championnats d'Europe masculin et féminin de 2013. Pour la compétition féminine, elle a retenu 27 arbitres (dont neuf femmes), répartis en deux listes. La première comporte les arbitres des nations participant aux compétitions (16) et la seconde les arbitres neutres (11). Ils sont encadrés par trois commissaires et un chef commissaire.
| Arbitres des nations engagées - Ingus Baumanis - Anna Cardus - Sinisa Herceg - Asa Johansson - Ognjen Jokic - Haydn Jones - Jasmina Juras - Ilona Kucerova | - Saverio Lanzarini - Nicolas Maestre - Ilya Putenko - Borys Shulga - Aliaksandr Syrytsa - Gintaras Vitkauskas - Özlem Yalman - Zdenko Zubak | Arbitres neutres - Karolina Andersson - Carole Delauné - Antonis Demetriou - Aleksandar Glisic - Aare Halliko | - Maka Kupatadze - Fabiana Nitu - Piotr Pastusiak - Emilio Perez - Moritz Reiter - Sérgio Silva |

### Tirage au sort
Pour Le tirage au sort des poules de l’Euro 2013, les quatre pots sont remplis par les équipes classées de 1 à 16 (pot 1 de 1 à 4, pot 2 de 5 à 8, pot 3 de 8 à 13 et pot 4 de 13 à 16), d'après la formule suivante :
- de 1 à 5 les cinq premières équipes du Championnat d'Europe 2011,
- en sixième la Grande-Bretagne, organisatrice du Tournoi olympique 2012,
- de 7 à 16 les dix équipes issues des qualifications et qui ont été classées à l'issue de celles-ci.

L'annonce en est faite le 18 septembre 2012,.
| Pot 1                                    | Pot 2                                    | Pot 3                            | Pot 4                                |
| ---------------------------------------- | ---------------------------------------- | -------------------------------- | ------------------------------------ |
| Russie Turquie France République tchèque | Croatie Grande-Bretagne Italie Slovaquie | Suède Serbie Lituanie Monténégro | Espagne Biélorussie Lettonie Ukraine |

Le tirage au sort est organisé à la maison de l’UNESCO, en marge de l’Open LFB, par la FIBA Europe, le 21 septembre 2012. Il a lieu en présence du président de la FIBA, Olafur Rafnsson (qui décède le 18 juin à Genève), des représentants des fédérations nationales, de diplomates, entraîneurs, journalistes et invités venus de toute l'Europe. Il est effectué par l'ancienne internationale française Isabelle Fijalkowski.
| Pot | Groupe A   | Groupe B | Groupe C        | Groupe D           |
| --- | ---------- | -------- | --------------- | ------------------ |
| 1   | Turquie    | Russie   | France          | République tchèque |
| 2   | Slovaquie  | Italie   | Grande-Bretagne | Croatie            |
| 3   | Monténégro | Suède    | Serbie          | Lituanie           |
| 4   | Ukraine    | Espagne  | Lettonie        | Biélorussie        |

## Premier tour
Les trois premières de chaque groupe sont qualifiées pour le deuxième tour et gardent les points acquis contre les autres qualifiées de sa poule. Les équipes à égalité de points sont départagées selon le résultat du ou des matchs disputés entre elles.

### Faits marquants
La Russie, championne d’Europe sortante et quatrième des derniers Jeux olympiques, est éliminée dès le premier tour. C'est sa première élimination à ce stade de la compétition depuis 1993, et la seconde de son histoire.

### Groupe A
| Groupe A (Vannes) | Groupe A (Vannes) | Groupe A (Vannes) | Groupe A (Vannes) | Groupe A (Vannes) | Groupe A (Vannes) | Groupe A (Vannes) | Groupe A (Vannes) | Groupe A (Vannes) |
|                   | Équipe            | Pts               | G                 | P                 | PP                | PC                | Diff              | Dép               |
| ----------------- | ----------------- | ----------------- | ----------------- | ----------------- | ----------------- | ----------------- | ----------------- | ----------------- |
| 1                 | Turquie           | 6                 | 3                 | 0                 | 210               | 157               | +53               |                   |
| 2                 | Monténégro        | 5                 | 2                 | 1                 | 206               | 189               | +17               |                   |
| 3                 | Slovaquie         | 4                 | 1                 | 2                 | 186               | 211               | −25               |                   |
| 4                 | Ukraine           | 3                 | 0                 | 3                 | 180               | 225               | −45               |                   |

| 15 juin 2013 | Monténégro | 77-63 |  | Slovaquie  |
| 15 juin 2013 | Ukraine    | 52-78 |  | Turquie    |
| 16 juin 2013 | Slovaquie  | 75-68 |  | Ukraine    |
| 16 juin 2013 | Turquie    | 66-57 |  | Monténégro |
| 17 juin 2013 | Monténégro | 72-60 |  | Ukraine    |
| 17 juin 2013 | Turquie    | 66-48 |  | Slovaquie  |

### Groupe B
| Groupe B (Vannes) | Groupe B (Vannes) | Groupe B (Vannes) | Groupe B (Vannes) | Groupe B (Vannes) | Groupe B (Vannes) | Groupe B (Vannes) | Groupe B (Vannes) | Groupe B (Vannes) |
|                   | Équipe            | Pts               | G                 | P                 | PP                | PC                | Diff              | Dép               |
| ----------------- | ----------------- | ----------------- | ----------------- | ----------------- | ----------------- | ----------------- | ----------------- | ----------------- |
| 1                 | Espagne           | 6                 | 3                 | 0                 | 221               | 180               | +41               |                   |
| 2                 | Suède             | 4                 | 1                 | 2                 | 180               | 194               | −14               | +10               |
| 3                 | Italie            | 4                 | 1                 | 2                 | 189               | 206               | −17               | −5                |
| 4                 | Russie            | 4                 | 1                 | 2                 | 201               | 211               | −10               | −5                |

| 15 juin 2013 | Suède   | 63-64 |  | Italie  |
| 15 juin 2013 | Espagne | 77-72 |  | Russie  |
| 16 juin 2013 | Italie  | 59-71 |  | Espagne |
| 16 juin 2013 | Russie  | 57-68 |  | Suède   |
| 17 juin 2013 | Russie  | 72-66 |  | Italie  |
| 17 juin 2013 | Suède   | 49-73 |  | Espagne |

### Groupe C
| Groupe C (Trélazé) | Groupe C (Trélazé) | Groupe C (Trélazé) | Groupe C (Trélazé) | Groupe C (Trélazé) | Groupe C (Trélazé) | Groupe C (Trélazé) | Groupe C (Trélazé) | Groupe C (Trélazé) |
|                    | Équipe             | Pts                | G                  | P                  | PP                 | PC                 | Diff               | Dép                |
| ------------------ | ------------------ | ------------------ | ------------------ | ------------------ | ------------------ | ------------------ | ------------------ | ------------------ |
| 1                  | France             | 6                  | 3                  | 0                  | 217                | 118                | +99                |                    |
| 2                  | Grande-Bretagne    | 5                  | 2                  | 1                  | 192                | 203                | −11                |                    |
| 3                  | Serbie             | 4                  | 1                  | 2                  | 162                | 208                | −46                |                    |
| 4                  | Lettonie           | 3                  | 0                  | 3                  | 151                | 193                | −42                |                    |

| 15 juin 2013 | Serbie          | 68-76 |  | Grande-Bretagne |
| 15 juin 2013 | Lettonie        | 39-62 |  | France          |
| 16 juin 2013 | Grande-Bretagne | 69-56 |  | Lettonie        |
| 16 juin 2013 | France          | 76-32 |  | Serbie          |
| 17 juin 2013 | Serbie          | 62-56 |  | Lettonie        |
| 17 juin 2013 | France          | 79-47 |  | Grande-Bretagne |

### Groupe D
| Groupe D (Trélazé) | Groupe D (Trélazé) | Groupe D (Trélazé) | Groupe D (Trélazé) | Groupe D (Trélazé) | Groupe D (Trélazé) | Groupe D (Trélazé) | Groupe D (Trélazé) | Groupe D (Trélazé) |
|                    | Équipe             | Pts                | G                  | P                  | PP                 | PC                 | Diff               | Dép                |
| ------------------ | ------------------ | ------------------ | ------------------ | ------------------ | ------------------ | ------------------ | ------------------ | ------------------ |
| 1                  | Biélorussie        | 5                  | 2                  | 1                  | 184                | 154                | +30                | +21                |
| 2                  | République tchèque | 5                  | 2                  | 1                  | 183                | 179                | +4                 | −21                |
| 3                  | Croatie            | 4                  | 1                  | 2                  | 200                | 208                | −8                 | +12                |
| 4                  | Lituanie           | 4                  | 1                  | 2                  | 200                | 226                | −26                | −12                |

| 15 juin 2013 | Lituanie           | 77-89 |  | Croatie            |
| 15 juin 2013 | Biélorussie        | 60-39 |  | République tchèque |
| 16 juin 2013 | Croatie            | 43-57 |  | Biélorussie        |
| 16 juin 2013 | République tchèque | 70-51 |  | Lituanie           |
| 17 juin 2013 | Lituanie           | 72-67 |  | Biélorussie        |
| 17 juin 2013 | République tchèque | 74-68 |  | Croatie            |

## Deuxième tour
Chaque équipe commence le deuxième tour avec les points acquis contre les deux autres équipes qualifiées.

### Groupe E
| Groupe E (Lille) | Groupe E (Lille) | Groupe E (Lille) | Groupe E (Lille) | Groupe E (Lille) | Groupe E (Lille) | Groupe E (Lille) | Groupe E (Lille) | Groupe E (Lille) | Groupe E (Lille) |
|                  | Équipe           | Pts              | G                | P                | PP               | PC               | Diff             | Dép              |                  |
| ---------------- | ---------------- | ---------------- | ---------------- | ---------------- | ---------------- | ---------------- | ---------------- | ---------------- | ---------------- |
| 1                | Espagne          | 10               | 5                | 0                | 351              | 240              | +111             |                  |                  |
| 2                | Turquie          | 9                | 4                | 1                | 318              | 263              | +55              |                  |                  |
| 3                | Italie           | 8                | 3                | 2                | 293              | 307              | −14              |                  |                  |
| 4                | Suède            | 7                | 2                | 3                | 307              | 339              | −32              |                  |                  |
| 5                | Monténégro       | 6                | 1                | 4                | 302              | 330              | −28              |                  |                  |
| 6                | Slovaquie        | 5                | 0                | 5                | 274              | 356              | −82              |                  |                  |

| 20 juin 2013 | Slovaquie  | 44-80 |  | Espagne    |
| 20 juin 2013 | Suède      | 69-58 |  | Monténégro |
| 20 juin 2013 | Italie     | 46-66 |  | Turquie    |
| 22 juin 2013 | Italie     | 58-47 |  | Slovaquie  |
| 22 juin 2013 | Turquie    | 72-51 |  | Suède      |
| 22 juin 2013 | Monténégro | 50-66 |  | Espagne    |
| 24 juin 2013 | Monténégro | 60-66 |  | Italie     |
| 24 juin 2013 | Suède      | 75-72 |  | Slovaquie  |
| 24 juin 2013 | Espagne    | 61-48 |  | Turquie    |

### Groupe F
| Groupe F (Vendespace) | Groupe F (Vendespace) | Groupe F (Vendespace) | Groupe F (Vendespace) | Groupe F (Vendespace) | Groupe F (Vendespace) | Groupe F (Vendespace) | Groupe F (Vendespace) | Groupe F (Vendespace) | Groupe F (Vendespace) |
|                       | Équipe                | Pts                   | G                     | P                     | PP                    | PC                    | Diff                  | Dép                   |                       |
| --------------------- | --------------------- | --------------------- | --------------------- | --------------------- | --------------------- | --------------------- | --------------------- | --------------------- | --------------------- |
| 1                     | France                | 10                    | 5                     | 0                     | 355                   | 248                   | +107                  |                       |                       |
| 2                     | Serbie                | 8                     | 3                     | 2                     | 306                   | 323                   | −17                   | +6                    |                       |
| 3                     | Biélorussie           | 8                     | 3                     | 2                     | 286                   | 255                   | +31                   | −6                    |                       |
| 4                     | République tchèque    | 7                     | 2                     | 3                     | 287                   | 322                   | −35                   | +11                   |                       |
| 5                     | Grande-Bretagne       | 7                     | 2                     | 3                     | 324                   | 363                   | −39                   | −11                   |                       |
| 6                     | Croatie               | 5                     | 0                     | 5                     | 324                   | 371                   | −47                   |                       |                       |

| 19 juin 2013 | République tchèque | 66-55 |  | Grande-Bretagne    |
| 19 juin 2013 | Serbie             | 54-48 |  | Biélorussie        |
| 19 juin 2013 | Croatie            | 70-78 |  | France             |
| 21 juin 2013 | Croatie            | 64-77 |  | Serbie             |
| 21 juin 2013 | Grande-Bretagne    | 61-71 |  | Biélorussie        |
| 21 juin 2013 | France             | 64-49 |  | République tchèque |
| 23 juin 2013 | République tchèque | 59-75 |  | Serbie             |
| 23 juin 2013 | Grande-Bretagne    | 85-79 |  | Croatie            |
| 23 juin 2013 | Biélorussie        | 50-58 |  | France             |

## Tour final

### Tableau principal
Les quarts de finale ont un enjeu supplémentaire car les vainqueurs sont déjà assurés de leur qualification pour le Championnat du monde 2014 et pour le Championnat d'Europe 2015.
|  | Quarts de finale                | Quarts de finale                | Quarts de finale                | Quarts de finale                |         |         | Demi-finales                    | Demi-finales                    | Demi-finales                    | Demi-finales                    |                                 |                                 | Finale                          | Finale                          | Finale                          | Finale                          |
|  |                                 |                                 |                                 |                                 |         |         |                                 |                                 |                                 |                                 |                                 |                                 |                                 |                                 |                                 |                                 |
|  | 26 juin 2013, 20 h 00 à Orchies | 26 juin 2013, 20 h 00 à Orchies | 26 juin 2013, 20 h 00 à Orchies | 26 juin 2013, 20 h 00 à Orchies |         |         | 28 juin 2013, 17 h 00 à Orchies | 28 juin 2013, 17 h 00 à Orchies | 28 juin 2013, 17 h 00 à Orchies | 28 juin 2013, 17 h 00 à Orchies |                                 |                                 | 30 juin 2013, 20 h 00 à Orchies | 30 juin 2013, 20 h 00 à Orchies | 30 juin 2013, 20 h 00 à Orchies | 30 juin 2013, 20 h 00 à Orchies |
|  | 26 juin 2013, 20 h 00 à Orchies | 26 juin 2013, 20 h 00 à Orchies | 26 juin 2013, 20 h 00 à Orchies | 26 juin 2013, 20 h 00 à Orchies |         |         | 28 juin 2013, 17 h 00 à Orchies | 28 juin 2013, 17 h 00 à Orchies | 28 juin 2013, 17 h 00 à Orchies | 28 juin 2013, 17 h 00 à Orchies |                                 |                                 | 30 juin 2013, 20 h 00 à Orchies | 30 juin 2013, 20 h 00 à Orchies | 30 juin 2013, 20 h 00 à Orchies | 30 juin 2013, 20 h 00 à Orchies |
|  | E1                              | Espagne                         | 75                              | 75                              |         |         | 28 juin 2013, 17 h 00 à Orchies | 28 juin 2013, 17 h 00 à Orchies | 28 juin 2013, 17 h 00 à Orchies | 28 juin 2013, 17 h 00 à Orchies |                                 |                                 | 30 juin 2013, 20 h 00 à Orchies | 30 juin 2013, 20 h 00 à Orchies | 30 juin 2013, 20 h 00 à Orchies | 30 juin 2013, 20 h 00 à Orchies |
|  | E1                              | Espagne                         | 75                              | 75                              |         |         | 28 juin 2013, 17 h 00 à Orchies | 28 juin 2013, 17 h 00 à Orchies | 28 juin 2013, 17 h 00 à Orchies | 28 juin 2013, 17 h 00 à Orchies |                                 |                                 | 30 juin 2013, 20 h 00 à Orchies | 30 juin 2013, 20 h 00 à Orchies | 30 juin 2013, 20 h 00 à Orchies | 30 juin 2013, 20 h 00 à Orchies |
|  | F4                              | République tchèque              | 58                              | 58                              |         |         | 28 juin 2013, 17 h 00 à Orchies | 28 juin 2013, 17 h 00 à Orchies | 28 juin 2013, 17 h 00 à Orchies | 28 juin 2013, 17 h 00 à Orchies |                                 |                                 | 30 juin 2013, 20 h 00 à Orchies | 30 juin 2013, 20 h 00 à Orchies | 30 juin 2013, 20 h 00 à Orchies | 30 juin 2013, 20 h 00 à Orchies |
|  | F4                              | République tchèque              | 58                              | 58                              | Espagne | Espagne | 88                              | 88                              |                                 |                                 |                                 |                                 | 30 juin 2013, 20 h 00 à Orchies | 30 juin 2013, 20 h 00 à Orchies | 30 juin 2013, 20 h 00 à Orchies | 30 juin 2013, 20 h 00 à Orchies |
|  | 26 juin 2013, 17 h 00 à Orchies |                                 |                                 |                                 | Espagne | Espagne | 88                              | 88                              |                                 |                                 |                                 |                                 | 30 juin 2013, 20 h 00 à Orchies | 30 juin 2013, 20 h 00 à Orchies | 30 juin 2013, 20 h 00 à Orchies | 30 juin 2013, 20 h 00 à Orchies |
|  |                                 |                                 | Serbie                          | Serbie                          | 69      | 69      |                                 |                                 |                                 |                                 |                                 |                                 | 30 juin 2013, 20 h 00 à Orchies | 30 juin 2013, 20 h 00 à Orchies | 30 juin 2013, 20 h 00 à Orchies | 30 juin 2013, 20 h 00 à Orchies |
|  | F2                              | Serbie                          | Serbie                          | Serbie                          | 69      | 69      | 85                              | 85                              |                                 |                                 |                                 |                                 | 30 juin 2013, 20 h 00 à Orchies | 30 juin 2013, 20 h 00 à Orchies | 30 juin 2013, 20 h 00 à Orchies | 30 juin 2013, 20 h 00 à Orchies |
|  | F2                              | Serbie                          | 28 juin 2013, 20 h 00 à Orchies |                                 |         |         | 85                              | 85                              |                                 |                                 |                                 |                                 | 30 juin 2013, 20 h 00 à Orchies | 30 juin 2013, 20 h 00 à Orchies | 30 juin 2013, 20 h 00 à Orchies | 30 juin 2013, 20 h 00 à Orchies |
|  | E3                              | Italie                          | 79                              | 79                              |         |         |                                 |                                 |                                 |                                 |                                 |                                 | 30 juin 2013, 20 h 00 à Orchies | 30 juin 2013, 20 h 00 à Orchies | 30 juin 2013, 20 h 00 à Orchies | 30 juin 2013, 20 h 00 à Orchies |
|  | E3                              | Italie                          | 79                              | 79                              | Espagne | Espagne | 70                              | 70                              |                                 |                                 |                                 |                                 |                                 |                                 |                                 |                                 |
|  | 27 juin 2013, 17 h 00 à Orchies |                                 |                                 |                                 | Espagne | Espagne | 70                              | 70                              |                                 |                                 |                                 |                                 |                                 |                                 |                                 |                                 |
|  |                                 |                                 | France                          | France                          | 69      | 69      |                                 |                                 |                                 |                                 |                                 |                                 |                                 |                                 |                                 |                                 |
|  | E2                              | Turquie                         | France                          | France                          | 69      | 69      | 55                              | 55                              |                                 |                                 |                                 |                                 |                                 |                                 |                                 |                                 |
|  | E2                              | Turquie                         |                                 |                                 |         |         |                                 |                                 |                                 |                                 |                                 |                                 |                                 |                                 |                                 |                                 |
|  | F3                              | Biélorussie                     | 41                              | 41                              |         |         |                                 |                                 |                                 |                                 |                                 |                                 |                                 |                                 |                                 |                                 |
|  | F3                              | Biélorussie                     | 41                              | 41                              | Turquie | Turquie | 49                              | 49                              | Match pour la troisième place   | Match pour la troisième place   | Match pour la troisième place   | Match pour la troisième place   |                                 |                                 |                                 |                                 |
|  | 27 juin 2013, 20 h 00 à Orchies |                                 |                                 |                                 | Turquie | Turquie | 49                              | 49                              | Match pour la troisième place   | Match pour la troisième place   | Match pour la troisième place   | Match pour la troisième place   |                                 |                                 |                                 |                                 |
|  |                                 |                                 | France                          | France                          | 57      | 57      |                                 |                                 | 30 juin 2013, 17 h 00 à Orchies | 30 juin 2013, 17 h 00 à Orchies | 30 juin 2013, 17 h 00 à Orchies | 30 juin 2013, 17 h 00 à Orchies |                                 |                                 |                                 |                                 |
|  | F1                              | France                          | France                          | France                          | 57      | 57      | 87                              | 87                              | 30 juin 2013, 17 h 00 à Orchies | 30 juin 2013, 17 h 00 à Orchies | 30 juin 2013, 17 h 00 à Orchies | 30 juin 2013, 17 h 00 à Orchies |                                 |                                 |                                 |                                 |
|  | F1                              | France                          |                                 |                                 |         |         |                                 | 87                              |                                 |                                 | Serbie                          | Serbie                          | 71                              | 71                              |                                 |                                 |
|  | E4                              | Suède                           | 83                              | 83                              |         |         |                                 |                                 |                                 |                                 | Serbie                          | Serbie                          | 71                              | 71                              |                                 |                                 |
|  | E4                              | Suède                           | 83                              | 83                              | Turquie | Turquie | 92                              | 92                              |                                 |                                 |                                 |                                 |                                 |                                 |                                 |                                 |
|  |                                 |                                 |                                 |                                 |         |         |                                 |                                 |                                 |                                 |                                 |                                 |                                 |                                 |                                 |                                 |

### Matchs de classement (places 5 à 8)
Les équipes éliminées en quart de finale sont reversées dans ce tableau et disputent des matchs de classement pour les places 5 à 8. Les demi-finales permettent aux vainqueurs de décrocher leur qualification pour le Championnat du monde 2014 et pour le Championnat d'Europe 2015.
|  | Match de classement (places 5 à 8) | Match de classement (places 5 à 8) |                    |    | 5e place                        | 5e place                        |
|  | Match de classement (places 5 à 8) | Match de classement (places 5 à 8) |                    |    | 5e place                        | 5e place                        |
|  |                                    |                                    |                    |    |                                 |                                 |
|  | 27 juin 2013, 14 h 00 à Orchies    | 27 juin 2013, 14 h 00 à Orchies    |                    |    | 29 juin 2013, 20 h 00 à Orchies | 29 juin 2013, 20 h 00 à Orchies |
|  | 27 juin 2013, 14 h 00 à Orchies    | 27 juin 2013, 14 h 00 à Orchies    |                    |    | 29 juin 2013, 20 h 00 à Orchies | 29 juin 2013, 20 h 00 à Orchies |
|  | République tchèque                 | 72                                 |                    |    | 29 juin 2013, 20 h 00 à Orchies | 29 juin 2013, 20 h 00 à Orchies |
|  | République tchèque                 | 72                                 |                    |    | 29 juin 2013, 20 h 00 à Orchies | 29 juin 2013, 20 h 00 à Orchies |
|  | Italie                             | 68                                 |                    |    | 29 juin 2013, 20 h 00 à Orchies | 29 juin 2013, 20 h 00 à Orchies |
|  | Italie                             | 68                                 | République tchèque | 50 |                                 |                                 |
|  | 28 juin 2013, 14 h 00 à Orchies    |                                    | République tchèque | 50 |                                 |                                 |
|  |                                    | Biélorussie                        | 64                 |    |                                 |                                 |
|  | Biélorussie                        | Biélorussie                        | 64                 | 69 |                                 |                                 |
|  | Biélorussie                        |                                    |                    | 69 |                                 |                                 |
|  | Suède                              | 48                                 |                    |    |                                 |                                 |
|  | Suède                              | 48                                 | 7e place           |    |                                 |                                 |
|  |                                    |                                    |                    |    |                                 |                                 |
|  | 29 juin 2013, 17 h 00 à Orchies    |                                    |                    |    |                                 |                                 |
|  |                                    |                                    |                    |    |                                 |                                 |
|  | Italie                             | 60                                 |                    |    |                                 |                                 |
|  | Italie                             | 60                                 |                    |    |                                 |                                 |
|  | Suède                              | 77                                 |                    |    |                                 |                                 |
|  | Suède                              | 77                                 |                    |    |                                 |                                 |

## Classement final
| Rang                       | Équipe             | V-D |
| -------------------------- | ------------------ | --- |
| Médaille d'or, Europe      | Espagne            | 9-0 |
| Médaille d'argent, Europe  | France             | 8-1 |
| Médaille de bronze, Europe | Turquie            | 7-2 |
| 4                          | Serbie             | 6-3 |
| 5                          | Biélorussie        | 5-4 |
| 6                          | République tchèque | 4-5 |
| 7                          | Suède              | 4-5 |
| 8                          | Italie             | 3-6 |
| 9                          | Grande-Bretagne    | 3-3 |
| 9                          | Monténégro         | 2-4 |
| 9                          | Croatie            | 1-5 |
| 9                          | Slovaquie          | 1-5 |
| 13                         | Russie             | 1-2 |
| 13                         | Lituanie           | 1-2 |
| 13                         | Lettonie           | 0-3 |
| 13                         | Ukraine            | 0-3 |

- Équipes qualifiées pour le Championnat du monde 2014 et pour le Championnat d'Europe 2015

Note : La Turquie étant organisatrice du Championnat du monde 2014 et ayant atteint les demi-finales, l'équipe classée 6e se retrouve directement qualifiée pour le championnat du monde 2014 ainsi que pour le championnat d'Europe 2015.

## Statistiques

### Meilleure joueuse du tournoi
- Sancho Lyttle[23]

### 5 majeur du tournoi
- Céline Dumerc
- Frida Eldebrink
- Alba Torrens
- Sancho Lyttle
- Isabelle Yacoubou

### Meilleures joueuses par catégorie statistique
Les leaders de chaque classement sont :
- Sancho Lyttle pour les points par match ;
- Sancho Lyttle pour les rebonds ;
- Sancho Lyttle pour les interceptions ;
- Johannah Leedham pour les passes décisives ;
- Anastasiya Verameyenka pour les contres.

Avec une moyenne de 73,4 points inscrits par match (661 points au total), l'Espagne a la meilleure attaque devant la France (70 pts/match) et la Croatie (68,8 pts/match).

Avec une moyenne de 53,3 points encaissées par match (480 points au total), la Biélorussie possède la meilleure défense du championnat devant la Turquie (53,8 pts/match) et la France (54,3 pts/match).

La France et l'Espagne ont atteint la finale en étant les deux seules équipes invaincues dans la compétition avec huit succès consécutifs.